# Adducin
Adducin ist ein zelluläres Protein, das Bestandteil des Zytoskeletts ist.
Mit Actin und Spectrin kann es ein zweidimensionales Netzwerk aus pentagonalen und hexagonalen Strukturen unterhalb der Zellmembran bilden. Adducin bindet an Enden der Actinfilamente und hat die Funktion eines Actin-bündelnden Kappenproteins. 
Die Adducine bestehen aus α-, β- und γ-Adducin, für die jeweils die Gene bekannt sind. In seiner aktiven Form kommt das Adducin als Heterodimer seiner α-, β-Form (oder α-γ) vor. Im Nierenkanälchen ist das  Adducin an der Bindung der an der α-Untereinheit der Na+/K+-ATPase mit dem Spectrin-Actin-Membranzytoskeletts beteiligt. Die Aktivität von Adducin ist von seinem Phosphorylierungsgrad (durch Proteinkinase C und A) und der intrazellulären Ca+  Konzentration abhängig.

## Adducin und Bluthochdruck
In hypertensiven Ratten, aber auch beim Menschen (Bluthochdruck des kochsalzempfindlichen Typs) wurde ein Polymorphismus von α-Adducin festgestellt (Gly 460Trp Mutation), der in direktem Zusammenhang mit einer chronischen Blutdruckerhöhung steht. Adducin scheint dabei eine interaktive Rolle bei der Pathogenese des Bluthochdrucks zu spielen, wobei hierbei Endogenes Ouabain ebenfalls eine Rolle spielt. 
Es wird angenommen, dass Adducin eine regulatorische Funktion für die Na+/K+-ATPase in den Nierenzelle darstellt und in der Lage ist den Blutdruck mit zu beeinflussen. Die bekannte Mutation des α-Adducin führt dabei zu einer Stimulation der Na+/K+-ATPase. Im Nierentubulus führt dies zu einer Natriumretention mit der folgenden Erhöhung des Blutdrucks.
Daher sind Adducin und Ouabain Ansatzpunkte für mehrere neuere Arzneistoffe (z. B. Rostafuroxin, ein Digitoxigeninderivat) zur Behandlung des Bluthochdrucks. Diese Mittel sind Antagonisten des endogenen Ouabains (bzw. des Isomers des Ouabains, g-Strophanthin). Eine bekanntgewordene Mutation des α-Adducins kann bei Menschen mit essentiellem Bluthochdruck therapeutische Konsequenzen haben, denn es zeigte sich, dass Menschen mit der mutierten Form des α-Adducins besonders gut auf bestimmte Diuretika (Thiazide) ansprechen.